# Viðrar vel til loftárása
Viðrar vel til loftárása (ˈvɪðrar vɛl tʰɪl ˈlɔftʰaʊraʊsa, en français « Temps idéal pour un raid aérien ») est une chanson de Sigur Rós, présente sur son deuxième album, Ágætis byrjun. Elle est également parue en Face-B du single Svefn-g-englar.

## Origine
Le groupe islandais donna ce nom à cette chanson d'après une phrase qu'aurait dite un présentateur météo pendant la guerre du Kosovo: "í dag viðrar vel til loftárása" (signifiant "aujourd'hui, c'est un temps idéal pour un raid aérien").

## Clip vidéo
La vidéo promotionnelle de Viðrar vel til loftárása engendra une controverse importante, dans le monde du vidéo-clip. Se déroulant dans les années 1950 en Islande, la première partie du clip montre un jeune garçon assis devant une étendue d'eau, jouant avec des poupées anciennes, et en mauvais état. Son père, au loin, voit la scène, et court vers lui pour lui arracher les poupées des mains, et les lance dans l'eau. La seconde partie de la vidéo montre un match de football entre deux équipes de jeunes garçons. Alors que l'enfant du début du clip marque un but, et que les parents des enfants crient de joie en applaudissant, le garçon qui vient de marquer un but commence à embrasser un autre membre de l'équipe, allongés dans l'herbe du stade. Le baiser langoureux est par la suite interrompu par les parents des enfants, et une Bible glisse de la poche d'un père, et tombe par terre ; le clip s'achève.
À noter que, comme dans la plupart des clips de Sigur Rós, chaque membre du groupe apparaît en caméo, : Jónsi est l'entraîneur de l'équipe de foot, Orri surveille le score, Georg est l'arbitre, et Kjartan est un des spectateurs. 
De plus, le dessin du fœtus de la pochette de l'album Ágætis byrjun peut être aperçu sur une bouteille dans laquelle l'un des enfants boit.
Le tournage du clip a commencé en automne 2001.  Un casting a eu lieu dans la ville de Reykjavik, capitale de l'Islande, qui a également été le principal lieu du tournage.  La vidéo est réalisée par Arni & Kinski, et a gagné le prix de l'Icelandic Music Award dans la catégorie "Meilleure Vidéo" en 2002.
L'idée de la vidéo provient du premier batteur de Sigur Rós : Ágúst Ævar Gunnarsson.